# Benedikt Niese

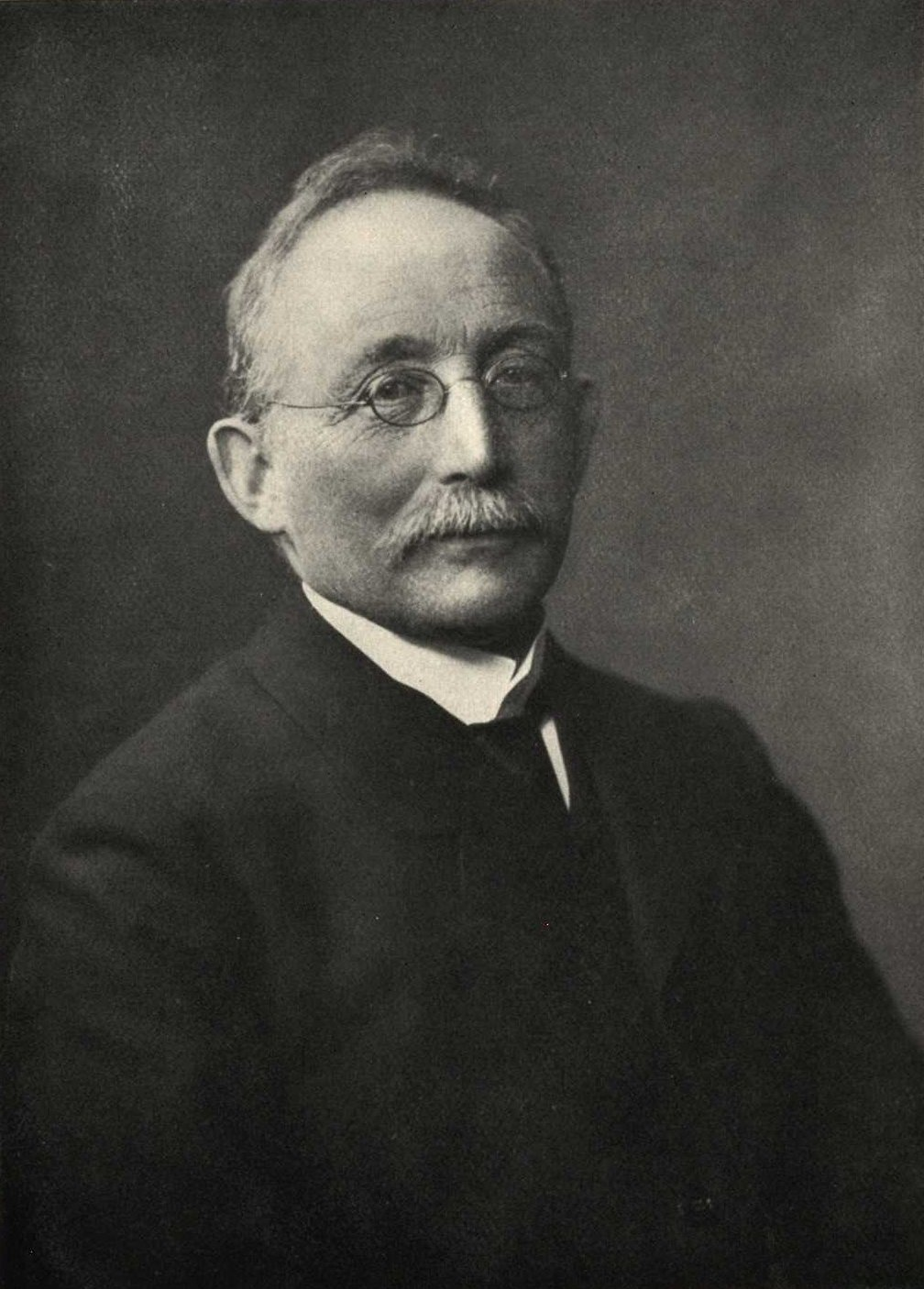
Benedikt Niese

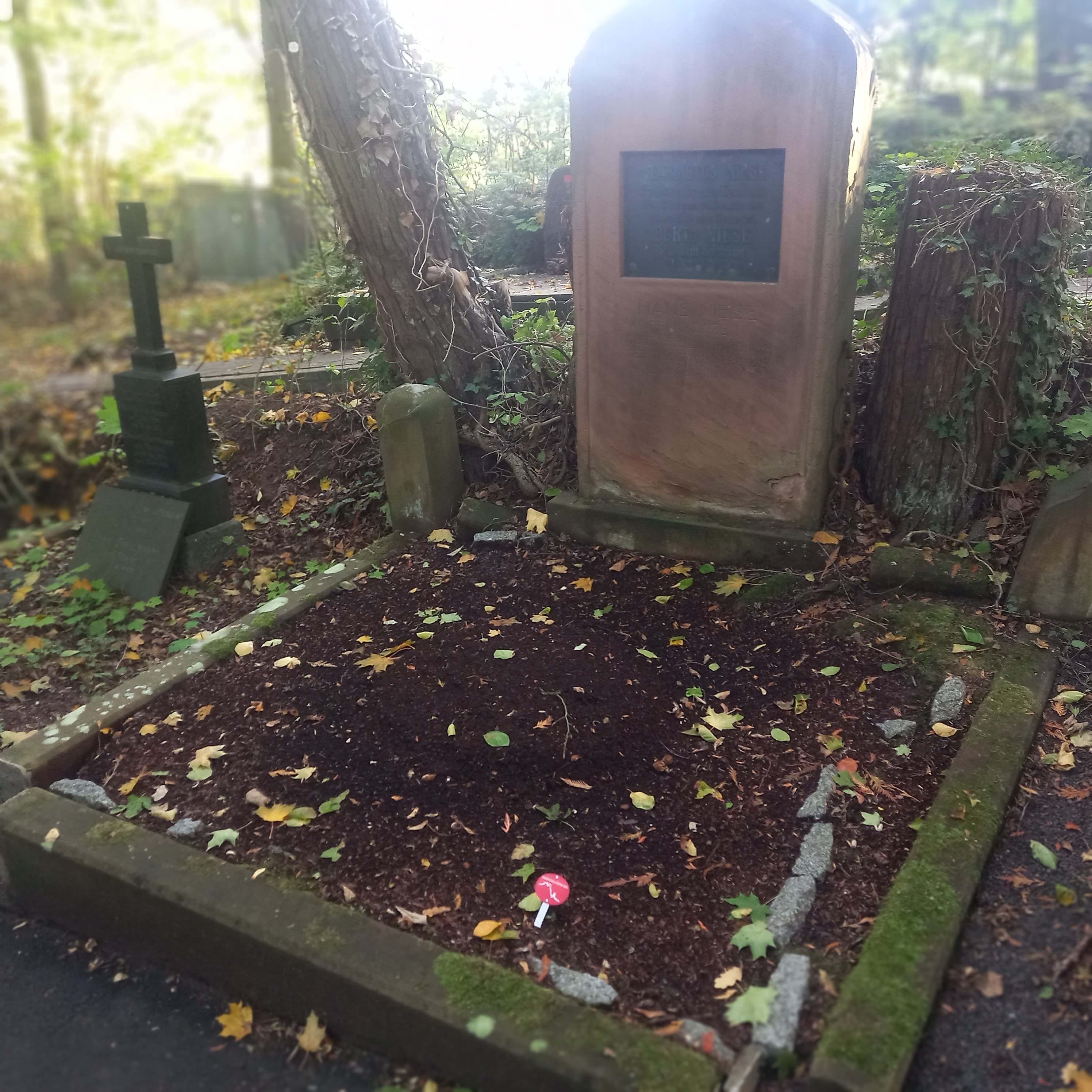
Das Grab von Benedikt Niese und seiner Ehefrau Bertha, geborene Zimmermann, auf dem Hauptfriedhof Marburg

Jürgen Anton Benedikt Niese, auch Benedictus Niese (* 24. November 1849 in Burg auf Fehmarn, Holstein; † 1. Februar 1910 in Halle) war ein deutscher Klassischer Philologe und Althistoriker.

## Leben
Nach dem Studium der Geschichte und Klassischen Philologie in Kiel und Bonn, das er 1872 in Kiel mit der Promotion abschloss, legte Niese 1873 die Lehramtsprüfung ab und hielt sich von Herbst 1873 bis Anfang 1876 in Italien und Paris auf. 1876 habilitierte er sich in Göttingen und wurde im folgenden Jahr außerordentlicher, 1880 ordentlicher Professor für Alte Geschichte und Klassische Philologie in Marburg. 1881 folgte er einem Ruf als Professor für Klassische Philologie nach Breslau, kehrte aber 1885 nach dem Weggang Eugen Bormanns nach Marburg zurück, wo er 1890 Dekan der Philosophischen Fakultät und 1901 Rektor war. Am Winckelmannstag 1899 wurde er zum ordentlichen Mitglied des Deutschen Archäologischen Instituts ernannt. Von 1906 bis zu seinem Tod war er als Nachfolger Ulrich Wilckens Professor für Alte Geschichte in Halle. Er war seit 1901 korrespondierendes Mitglied der Göttinger Akademie der Wissenschaften und seit 1905 der Preußischen Akademie der Wissenschaften.
Niese beschäftigte sich sowohl mit philologischen Themen (Homer, Ausgabe des Flavius Josephus) als auch mit der griechischen und römischen Geschichte. Im Handbuch der Altertumswissenschaft bearbeitete er den ursprünglich von Robert Pöhlmann verfassten Grundriss der römischen Geschichte in 3. (1906) und 4. Auflage (1910).
Sein Vater war Emil August Niese (1816–1869), Pastor im damals dänischen Burg auf Fehmarn und später Seminardirektor in Eckernförde. Seine Mutter Benedicte Marie Niese war eine geborene Matthiessen. Die Schriftstellerin Charlotte Niese war seine Schwester.

## Schriften (Auswahl)
- Die Entwicklung der homerischen Poesie. 1882.
- Flavii Josephi opera. 7 Bände. Weidmann, Berlin 1885–1895.
- Geschichte der griechischen und makedonischen Staaten seit der Schlacht bei Chaeronea. 3 Bände. Perthes, Gotha 1893–1903.
- Grundriss der römischen Geschichte nebst Quellenkunde. 3., umgearbeitete und vermehrte Auflage. Beck, München 1906.